# Адамян, Лейла Вагоевна
Ле́йла Вагоевна (Влади́мировна) Адамя́н (урожд. Саакян; род. 20 января 1949, Тбилиси) — советский и российский акушер-гинеколог, доктор медицинских наук, профессор. Руководитель отделения оперативной гинекологии Национального медицинского исследовательского центра акушерства, гинекологии и перинатологии имени академика В. И. Кулакова. Главный акушер-гинеколог Российской Федерации.
Академик РАМН (2004; член-корреспондент 1999). Академик РАН (2013). Заслуженный деятель науки РФ (2002). Лауреат премии Правительства РФ (2001). Полный кавалер ордена «За заслуги перед Отечеством».

## Биография
Родилась 20 января 1949 года в Тбилиси, в армянской семье Ваго (Владимира) Хачатуровича (р. 1925) и Ерануи Саркисовны Саакян (р. 1925). Младшая сестра Светлана (род. 1955) — профессор-офтальмолог. член-корреспондент РАН.
В 1972 году окончила 1-й Московский медицинский институт имени И. М. Сеченова, в 1974 году — клиническую ординатуру кафедры акушерства и гинекологии этого института. Затем продолжила учёбу в аспирантуре Всесоюзного научно-исследовательского института акушерства и гинекологии Минздрава СССР, защитила кандидатскую диссертацию «Репродуктивная функция у больных эндометриоидными кистами яичников до и после лечения» (1977).
В 1977—1980 годах работала младшим научным сотрудником, а в 1980—1989 годах — старшим научным сотрудником. С 1989 года по настоящее время руководит отделением оперативной гинекологии. В 1993 году Л. В. Адамян присвоено ученое звание профессора. 12 февраля 1999 года избрана членом-корреспондентом РАМН, 20 февраля 2004 года — действительным членом РАМН; член Бюро отделения клинической медицины РАМН. В 2002 году создала и возглавила кафедру репродуктивной медицины и хирургии на факультете последипломного образования Московского государственного медико-стоматологического университета, с 30 марта 2007 года является заместителем директора Центра по научной работе.

## Семья
Была замужем за хирургом, академиком Арнольдом Арамовичем Адамяном (1935—2012). Имеет двух дочерей — Степанян Ася Арнольдовна (род. 1970) и Осипова Агнесса Арнольдовна (род. 1971), обе гинекологи, — и пять внуков — Михаил, Екатерина, Лейла, Эдуард и Наташа.
С 2006 года была замужем за владельцем российского завода «Баскин Роббинс» Юрием Абрамяном. После его смерти унаследовала бизнес.

## Научная деятельность
Автор 17 изобретений и многочисленных трудов в области гинекологии. Мастерски владеет всеми видами традиционных гинекологических операций. Главный акушер-гинеколог России.
Л. В. Адамян является президентом общества репродуктивной медицины и хирургии и Российской ассоциации эндометриоза, вице-президентом Национальной ассоциации гинекологов-эндоскопистов России. Под её руководством организовано и проведено на базе НЦ АГиП 26 Международных конгрессов по различным аспектам гинекологии, на которых присутствовало более 10000 участников, а с 2006 г. — и ежегодные Международные конгрессы по репродуктивной медицине.

## Награды

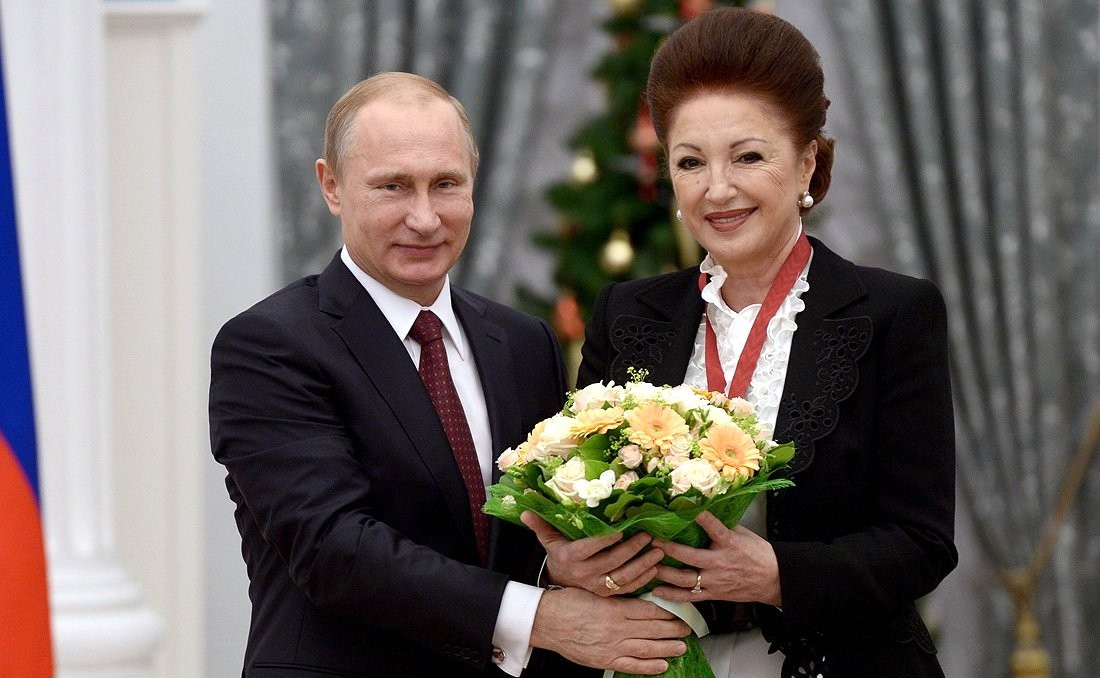
Награждение орденом «За заслуги перед Отечеством» III степени. 22 декабря 2014 года

- Заслуженный деятель науки Российской Федерации (2002)
- Премия Правительства Российской Федерации в области науки и техники (2001) — за разработку и внедрение в практику эндоскопических методов в гинекологии[2]
- Орден «За заслуги перед Отечеством» I степени (3 января 2024) — за большой вклад в развитие медицинской науки и здравоохранения, многолетнюю плодотворную деятельность[3]
- Орден «За заслуги перед Отечеством» II степени (27 декабря 2018)[4]
- Орден «За заслуги перед Отечеством» III степени (2014)[5]
- Орден «За заслуги перед Отечеством» IV степени (2009)
- Золотая медаль имени Льва Николаева (2016) за существенный вклад в просвещение, популяризацию достижений науки и культуры